# Ideopsis sapana
Ideopsis sapana är en fjärilsart som beskrevs av Talbot 1943. Ideopsis sapana ingår i släktet Ideopsis och familjen praktfjärilar. Inga underarter finns listade i Catalogue of Life.